# ألفرد سيم
ألفرد سيم (بالصينية: 沈志豪) هو مغني صيني، ولد في 4 أكتوبر 1981 في سنغافورة.

## وصلات خارجية
- ألفرد سيم على موقع ميوزك برينز (الإنجليزية)